# Omena
Omena es un lugar designado por el censo ubicado en el condado de Leelanau en el estado estadounidense de Míchigan. En el Censo de 2010 tenía una población de 267 habitantes y una densidad poblacional de 22,56 personas por km².

## Geografía
Omena se encuentra ubicado en las coordenadas 45°3′45″N 85°35′54″O / 45.06250, -85.59833. Según la Oficina del Censo de los Estados Unidos, Omena tiene una superficie total de 11.83 km², de la cual 11.7 km² corresponden a tierra firme y (1.09%) 0.13 km² es agua.

## Demografía
Según el censo de 2010, había 267 personas residiendo en Omena. La densidad de población era de 22,56 hab./km². De los 267 habitantes, Omena estaba compuesto por el 91.01% blancos, el 0.37% eran afroamericanos, el 7.87% eran amerindios, el 0% eran asiáticos, el 0% eran isleños del Pacífico, el 0.75% eran de otras razas y el 0% pertenecían a dos o más razas. Del total de la población el 4.49% eran hispanos o latinos de cualquier raza.